# Arajadzor
Arajadzor (en arménien Առաջաձոր) est une communauté rurale du marz de Syunik en Arménie. En 2008, elle compte 174 habitants.